# Hermann Riedel (Komponist, 1813)
Hermann Riedel (* 6. Juni 1813 in Weida; † 10. Juli 1892 in Neustadt an der Orla) war ein deutscher evangelischer Kantor, Organist und Komponist.

## Leben
Hermann Riedel war der Sohn eines Schulrektors, der ihn bis zu seinem 17. Lebensjahr in den humanistischen Fächern und in Musik unterrichtete. Danach besuchte er das Lehrerseminar in Weimar und war Orgelschüler von Johann Gottlob Töpfer. Ab 1832 war er Kantor und Lehrer in Dornburg, ab 1838 in Auma. Nachdem sein früherer Lehrer Johann Gottlob Töpfer ankündigte, sein Amt als Weimarer Stadtorganist niederzulegen, wurde Riedel durch eine vorläufige Wahl des Stadtrats vom 11. Juli 1845 zu Töpfers Nachfolger bestimmt. Er scheint dieses Amt allerdings nie angetreten zu haben, da Töpfer im November 1845 in sein Amt zurückkehrte. 1858 wurde Riedel als Lehrer und Kantor nach Neustadt an der Orla berufen, ab 1863 war er dort zusätzlich Organist an der Fincke-Orgel der Johanniskirche.
Riedel komponierte verschiedene Werke für die Orgel, darunter eine Sammlung von über 200 Choralvorspielen. Die Komplementärimitationen der Inventionen Johann Sebastian Bachs dienten ihm als Vorbild.

## Werke
Kompositionen und Bearbeitungen
- Choralbuch für Volksschulen und wenig geübte Männerchöre. 108 der gebräuchlichsten Choräle dreistimmig in enger Harmonie. G. W. Körner, Erfurt 1859.[4]
- Evangelische Kirchenlieder zum Behufe leicht auszuführender Kirchenmusik in Chorgesängen und Chorälen für gem. Chor, kleines Orch. von Blasinstr. und Orgel. I. Abteilung. Festgesänge. 2 Hefte. Kalbitz, Jena 1862.[5]
- Rhythmen-Büchlein, das ist Uebungs-Rhythmen für kleine und grosse Anfänger im Klavierspiel. 1. Abtheilung, zweimal 120 Rhythmen für den senkrechten Auschlag. 2 Hefte. Körner, Erfurt 1863.[6]
- 273 Choralcadenzen und kurze Choralvorspiele zu jedem Choralbuch, nach J. G. Töpfers Choralbuch geordnet. Ein Hülfsbuch, für alle Freunde, Lehrer und Schüler des kirchlichen Orgelspiels zum Gebrauch beim öffentlichen Gottesdienst. G. W. Körner, Erfurt 1863, OCLC 767796175.[7][8]
- 214 Orgelvorspiele zu 203 Chorälen f. den kirchlichen Gebrauch, geordnet nach dem in der Weimarischen Landeskirche eingeführten neuen Gesang- u. Choralbuche u. m. einigen nachgetragenen Chorälen versehen. Leuckart, Leipzig 1891, OCLC 258302069.[9]
- Orgelstücke in Sammlungen:
  - Adagio in C-Dur, Nr. 1 der 8 kleineren Orgelstücke. In: Gotthilf Wilhelm Körner (Hrsg.): Der Orgelfreund. Vor- und Nachspiele, figurirte Choräle, Trio's, Fughetten, Fugen, Fantasien u. s. w. in allen Formen. Zweiter Band in sechs Heften. Körner, Erfurt o. J. [ca. 1842], S. 33., staatsbibliothek-berlin.de.[10]
  - Moderato in D-Dur, Nr. 2 der 8 Orgelstücke. In: Gotthilf Wilhelm Körner (Hrsg.): Der Orgelfreund. Vor- und Nachspiele, figurirte Choräle, Trio's, Fughetten, Fugen, Fantasien u. s. w. in allen Formen. Dritter Band in sechs Heften. Körner, Erfurt o. J. [ca. 1843], S. 37, staatsbibliothek-berlin.de.
  - Andante in D-Dur, Nr. 3 der 8 Orgelstücke. In: Gotthilf Wilhelm Körner (Hrsg.): Der Orgelfreund. Vor- und Nachspiele, figurirte Choräle, Trio's, Fughetten, Fugen, Fantasien u. s. w. in allen Formen.  Vierter Band in sechs Heften. Körner, Erfurt o. J. [ca. 1845], S. 16 f., staatsbibliothek-berlin.de.
  - Präludium zu dem Choral „Jesu, meine Freude“. In: Album für Orgelspieler. Festgabe für Prof. Johann Gottlob Töpfer zu seinem 50-jährigen Amts-Jubiläum. Rieter-Biedermann, Leipzig und Winterthur 1867, S. 27–29 (Digitalisat in der Google-Buchsuche).
  - Fantasie in c-Moll für die Orgel mit 3 oder 2 Manualen und Pedal. In: Album für Orgel-Spieler, 55. Kahnt, Leipzig [ca. 1880], OCLC 254057814.
  - 7 Choralvorspiele. In: Fritz Lubrich (Hrsg.): "Soli Deo Gloria" zu den Melodien des Choralbuchs für die evangelische Kirche der Provinz Schlesien. Leuckart, Leipzig 1914.

Dichtungen
- Anselmus. Ländliches Gedicht in sieben Gesängen. Rauschke und Schmidt, Weimer 1854 (Digitalisat in der Google-Buchsuche).[11]
- Blauveilchen aus dem Schulgärtchen. Erzählende Dichtungen. Niese, 1867.[12]